# Рене Валенсуела
Рене Валенсуела (ісп. René Valenzuela, нар. 20 квітня 1955, Консепсьйон) — чилійський футболіст, що грав на позиції захисника за низку чилійських клубів, а також національну збірну Чилі.

## Клубна кар'єра
У дорослому футболі дебютував 1974 року виступами за команду клубу «Депортес Консепсьйон», в якій провів чотири сезони, взявши участь у 102 матчах чемпіонату. 
Протягом 1978—1979 років захищав кольори команди клубу «О'Хіггінс».
Своєю грою за останню команду привернув увагу представників тренерського штабу клубу «Універсідад Католіка», до складу якого приєднався 1980 року. Відіграв за команду із Сантьяго наступні сім сезонів своєї ігрової кар'єри. Більшість часу, проведеного у складі «Універсідад Католіка», був основним гравцем захисту команди.
Протягом 1987—1988 років захищав кольори команди мексиканського «Анхелес де Пуебла».
Завершив професійну ігрову кар'єру у клубі «Уніон Еспаньйола», за команду якого виступав протягом 1988—1990 років.

## Виступи за збірну
1979 року дебютував в офіційних матчах у складі національної збірної Чилі.
У складі збірної був учасником розіграшу Кубка Америки 1979 року, де разом з командою здобув «срібло», чемпіонату світу 1982 року в Іспанії, а також розіграшу Кубка Америки 1983 року.
Загалом протягом кар'єри у національній команді, яка тривала 10 років, провів у формі головної команди країни 46 матчів.

## Титули і досягнення
- Срібний призер Кубка Америки: 1979